# Владимировка (Владимирская область)
Влади́мировка — деревня в Собинском районе Владимирской области России, входит в состав Колокшанского сельского поселения.

## География
Деревня расположена на берегу речки Содышка в 9 км на северо-восток от центра поселения посёлка Колокша и в 10 км на северо-запад от Владимира.

## История
В грамоте великого князя Ивана Васильевича от 1504 года село Володимирское упоминается в числе сел принадлежащих Сновицкому монастырю. Нынешняя деревня Владимировка прежде была селом, церковь в ней могла исчезнуть по разным причинам.
В конце XIX — начале XX века деревня входила в состав Одерихинской волости Владимирского уезда, с 1926 года — во Владимирской волости. В 1859 году в деревне числилось 29 дворов, в 1905 году — 32 дворов, в 1926 году — 46 хозяйств.
С 1929 года деревня входила в состав Березовского сельсовета Владимирского района, с 1945 года — в составе Семеновского сельсовета Ставровского района, с 1954 года — в составе Волосовского сельсовета, с 1965 года — в составе Собинского района, с 1976 года — в составе Колокшанского сельсовета, с 2005 года — Колокшанского сельского поселения.

## Население
| 1859 | 1905 | 1926 |
| ---- | ---- | ---- |
| 157  | 166  | 186  |

| 1859 | 1905 | 1926 | 2002 | 2010 | 2021 |
| ---- | ---- | ---- | ---- | ---- | ---- |
| 157  | ↗166 | ↗186 | ↘10  | ↗13  | ↘8   |